# Pelly Crossing
Pelly Crossing – miejscowość w Kanadzie, w Jukonie. Według danych na rok 2016 liczyła 353 mieszkańców.